# Suriname ai Giochi della XXI Olimpiade
Il Suriname partecipò ai Giochi della XXI Olimpiade che si sono svolti a Montréal dal 17 luglio al 1º agosto 1976, con una delegazione di tre atleti impegnati due discipline: atletica leggera e judo. Fu la quarta partecipazione di questo paese ai Giochi estivi. Non fu conquistata nessuna medaglia.